# Carlo De Amezaga
Carlo De Amezaga (Genova, 11 luglio 1835 – Castelletto d'Orba, 3 ottobre 1899) è stato un militare italiano.

## Biografia
Carlo De Amezaga era nato a Genova nel 1835. Imbarcatosi giovanissimo al porto della città natale, entrò a far parte della marina mercantile sabauda rimanendovi impiegato sino al 1860, quando decise di entrare nella Marina del Regno di Sardegna, prendendo parte quindi alla battaglia di Lissa nella terza guerra d'indipendenza a bordo della regia nave Magenta. Suo fratello Luigi De Amezaga fu anch'egli impiegato in marina raggiungendo poi il grado di ammiraglio seguendo Giuseppe Garibaldi nelle sue imprese.
Richiamato in servizio attivo col grado di capitano di fregata, nel dicembre del 1879 venne nominato Comandante militare del porto italiano di Assab in Eritrea, dove rimase sino al luglio dell'anno successivo. Durante il periodo della propria reggenza sul territorio, nel febbraio 1880, disattendendo le prudenti indicazioni del primo ministro italiano Cairoli, il quale aveva raccomandato di evitare qualunque azione che potesse essere presa per un esercizio di sovranità nazionale sul territorio (all'epoca l'impero coloniale italiano in Africa era appena agli inizi), De Amezaga decise in seguito ad un tentativo di furto nella colonia di considerare Assab un "prolungamento della nave da guerra", istituendovi perciò la legge marziale.
Rimosso da questo incarico il 5 luglio 1880, successivamente si dedicò alla cartografia ed all'esplorazione e fu il primo italiano nel 1881, a bordo della regia nave Caracciolo a compiere la circumnavigazione del globo, riportando numerosi reperti che ancora oggi si possono ammirare al museo navale di Genova che conserva tra gli altri oggetti la sua spada da cerimonia. 

De Amezaga si imbarcò per quest'impresa il 30 novembre 1881 e concluse il viaggio il 9 settembre 1884 viaggiando verso occidente e toccando punti come Pozzuoli, Cagliari, Gibilterra, Madera, Capo Verde, alcuni porti del Brasile, Montevideo, alcuni porti minori della costa sudamericana del pacifico, per poi raggiungere Tahiti, le Isole Figi, l'Australia, l'Indonesia, le Seychelles, Aden, Assab, passando quindi per il canale di Suez e proseguendo quindi per Suda, Brindisi e giungendo infine a Venezia, per un totale di 35.374 miglia percorse di cui 16.222 alla vela. 
Tra il suo equipaggio si annoverava il naturalista e futuro ammiraglio Gregorio Ronca.
Divenuto parlamentare per conto di Genova a Roma, morì poco dopo nella capitale.

## Opere
- Viaggio di circumnavigazione intorno al mondo della nave Caracciolo, ed. Forzani, Roma, 1885
- Studi sulle grandi manovre navali italiane del 1896 ed alcune considerazioni d'indole navale intorno alla recente guerra ispano-americana, ed. P. Martini, Roma, 1898